# William Huggins (dyremaler)
 Der er flere personer med dette navn, se William Huggins (flertydig).
William Huggins (født maj 1820 i Liverpool, død 25. februar i Christleton ved Chester) var en engelsk maler.
Huggins vandt navn som dyremaler; når han malede historiske stykker, spillede dyrene også en væsentlig rolle som i Kristne kastede for løver og Daniel i løvekulen.